# Heinz Wagner (Theologe)
Heinz Wagner (* 28. November 1912 in Olbernhau; † 10. April 1994 in Markkleeberg) war ein deutscher lutherischer Pfarrer, Rundfunkprediger und Professor für Praktische Theologie.

## Leben
Heinz Wagner studierte in den Jahren 1932 bis 1937 Evangelische Theologie in Leipzig und wurde nach seinem Vikariat am 21. Mai 1939 in Leipzig-Schönefeld zum Pfarrer der Evangelisch-Lutherischen Landeskirche Sachsens ordiniert. 1940 wurde Wagner Kreisjugendpfarrer, bis er 1945 Direktor der Inneren Mission in Leipzig und zugleich zum Rektor des Diakonissenmutterhauses in Borsdorf bei Leipzig berufen wurde. Beide Ämter hatte Wagner bis 1960 inne. Ebenfalls 1945 bestellte ihn die EKD zum Rundfunkbeauftragten. Bis zum Jahre 1983 wirkte Heinz Wagner als Rundfunkprediger, was ihn in der gesamten DDR bekannt machte.
Im Jahr 1946 erhielt Wagner einen Lehrauftrag an der Theologischen Fakultät der Universität Leipzig für Praktische Theologie, insbesondere Katechetik, und wurde 1953 mit seiner Dissertation Die kirchliche Jugendarbeit nach dem Zusammenbruch des Nationalsozialismus als psychologisches Problem promoviert. 1959 wurde Wagner Dozent, 1961 übernahm er an der Leipziger Theologischen Fakultät eine Professur in Praktischer Theologie mit den Schwerpunkten Homiletik, Katechetik, Poimenik und Diakonik. 1963 ernannte man ihn zum Ersten Universitätsprediger der Universität Leipzig; in diesem Amt blieb Wagner auch nach seiner Emeritierung bis 1992. Wagner war von 1965 bis 1967 Dekan der Theologischen Fakultät. Zum 1. Oktober 1978 wurde Wagner emeritiert. 1979/80 hatte Wagner eine Gastprofessur am Diakoniewissenschaftlichen Institut der Ruprecht-Karls-Universität Heidelberg inne. 1981 berief ihn das Meißner Domkapitel zum Domherrn, 1983 wurde er zum Dompropst des Hochstiftes gewählt. Diese Ämter legte Wagner 1992 aus Altersgründen nieder.
1971 zeichnete die Theologische Fakultät der Universität Halle-Wittenberg Wagner mit der Ehrendoktorwürde aus.
Heinz Wagner starb am 10. April 1994 in Markkleeberg und wurde am 14. April 1994 in Markkleeberg begraben.

## Schriften
- mit Heinrich Bornkamm: Rundfunk-Predigten, Berlin 1948
- Die kirchliche Jugendarbeit nach dem Zusammenbruch des Nationalsozialismus als psychologisches Problem. Dargestellt unter kritischer Würdigung der Sprangerschen Gesamtcharakteristik des Jugendalters, Leipzig, Univ., Diss., 1953
- mit Hans Bardtke: Von der Exegese zum Unterrichts-Entwurf. In: Gottes ist der Orient. Festschrift für Prof. D.Dr. Otto Eißfeldt DD zu seinem 70. Geburtstag am 1. September 1957. Berlin 1957
- Gottes Angebot. Predigten im Rundfunk, Berlin 1967
- Annahme einer Nachricht. Predigten im Rundfunk, Berlin 1977
- Auf dem Weg des Friedens. Tägliche Andachten zur Kirchenjahreslese, Berlin 1988
- Zeugenschaft. Glaubenserfahrungen in meinem Leben, Leipzig 1992